# Михайлены (Бричанский район)
Михайлены, Михайляны, Михэйлень (рум. Mihăileni) — село в Бричанском районе Молдавии. Является административным центром коммуны Михайлены, включающей также село Грозница.

## География
Село расположено на высоте 198 метров над уровнем моря.

## Население
По данным переписи населения 2004 года, в селе Михэйлень проживает 466 человек (220 мужчин, 246 женщин).
Этнический состав села:
| Национальность | Число жителей | Процентный состав |
| -------------- | ------------- | ----------------- |
| украинцы       | 407           | 87,34             |
| молдаване      | 50            | 10,73             |
| русские        | 8             | 1,72              |
| прочие         | 1             | 0,21              |
| Всего          | 466           | 100 %             |